# Azzano Decimo
Azzano Decimo é uma comuna italiana da região do Friuli-Venezia Giulia, província de Pordenone, com cerca de 12.882 habitantes. Estende-se por uma área de 51 km², tendo uma densidade populacional de 253 hab/km². Faz fronteira com Chions, Fiume Veneto, Pasiano di Pordenone, Pordenone, Pravisdomini.

## Demografia
| Variação demográfica do município entre 1861 e 2011                               |
|                                                                                   |
| Fonte: Istituto Nazionale di Statistica (ISTAT) - Elaboração gráfica da Wikipedia |